# Ruben Roelants

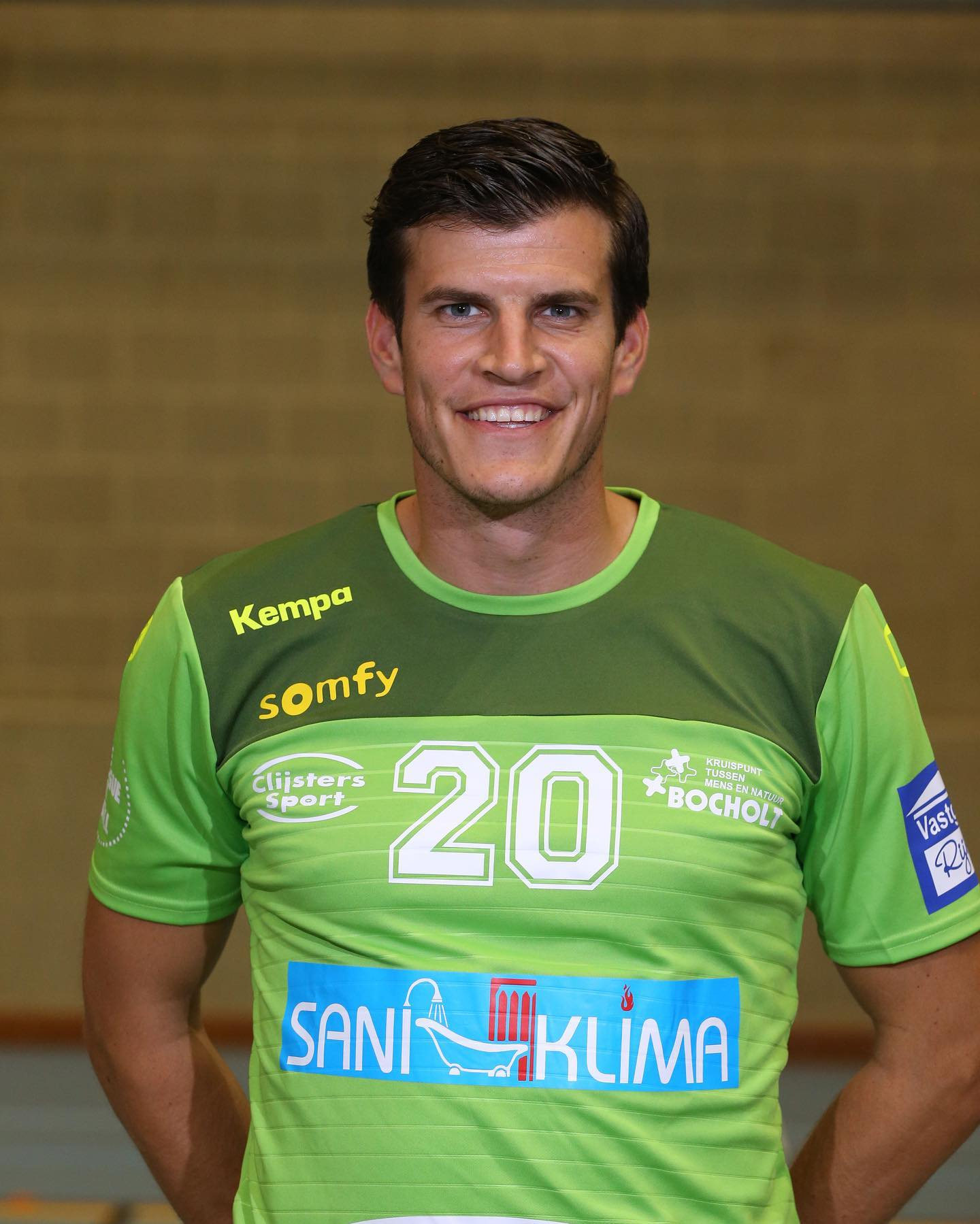
Ruben Roelants

Ruben Roelants (Brasschaat, 20 augustus 1990) is een Belgische handbalspeler die uitkomt voor Sezoens Achilles Bocholt. Hij speelt als linker opbouwer en draagt rugnummer 20.

## Carrière
Roelants begon zijn professionele handbalcarrière bij KV Sasja HC, waar hij onder andere deelnam aan de EHF Cup en de EHF Champions League in het seizoen 2008/09. In 2013 maakte hij de overstap naar Hubo Initia Hasselt, waar hij speelde tot 2016. Sindsdien is hij actief bij Sezoens Achilles Bocholt, waarmee hij meerdere seizoenen deelnam aan Europese competities zoals de EHF Cup en de EHF European Cup.
Naast professioneel handballer heeft Roelants zijn diploma Master in de ingenieurswetenschappen bouwkunde en is hij sinds 2014 aan de slag als Projectleider bij onder meer Van Hout en later bij Artes Roegiers. 

## Europese Competities
Roelants heeft ruime ervaring in Europese clubcompetities. Hij speelde onder andere in de EHF Cup en de EHF European Cup voor zijn huidige club, Sezoens Achilles Bocholt, en voor zijn vorige clubs, Hubo Initia Hasselt en KV Sasja HC.(trt-hazewinkel.be)

## Nationale Competitie
In de Belgische competitie is Roelants een vaste waarde voor Sezoens Achilles Bocholt. Hij speelde onder andere in de finale van de Beker van België op 9 april 2022 tegen Handbal Tongeren.

## Palmares
- Kampioen BENE-league 2015/16 (Initia Hasselt)
- Bekerwinnaar 2017/18 (Initia Hasselt)
- Kampioen BENE-league 2018/19 (Achilles Bocholt)
- Landskampioen 2018/19 (Achilles Bocholt)
- Bekerwinnaar 2018/19 (Achilles Bocholt)
- Kampioen BENE-league 2019/20 (Achilles Bocholt)
- Bekerwinnaar 2020/21 (Achilles Bocholt)
- Bekerwinnaar 2021/22 (Achilles Bocholt)
- Kampioen BENE-League 2022/23 (Achilles Bocholt)
- Landskampioen 2022/23 (Achilles Bocholt)
- Bekerwinnaar 2022/23 (Achilles Bocholt)
- Kampioen Super Handball League (Achilles Bocholt)
- Bekerwinnaar 2024/25 (Achilles Bocholt)